# Il ragazzo invisibile - Seconda generazione
Il ragazzo invisibile - Seconda generazione è un film del 2018 diretto da Gabriele Salvatores. A partire dal 21 ottobre 2019, il film è stato anche reso disponibile sulla piattaforma digitale Netflix.
È il sequel de Il ragazzo invisibile, diretto dallo stesso Salvatores nel 2014.

## Trama
Tre anni dopo gli eventi del primo film, Giovanna, la madre adottiva di Michele, muore in un incidente stradale e Stella - i cui ricordi sono stati cancellati da Andreij, il vero padre di Michele - non ricorda nulla di quello che successe nel sottomarino e si è fidanzata con Brando, che le ha fatto credere di essere stato lui a salvare tutti.
Nella classe di Michele arriva una nuova ragazza, Natasha.
Durante una festa a casa di Brando, Michele decide di rivelare a tutti che è stato lui a salvare i ragazzi, ma, poco prima che diventi invisibile, Natasha provoca un incendio per far scappare tutti e lo stordisce con una bottiglia di vetro.
Michele si risveglia in un letto di una casa nobiliare abbandonata e trova Natasha e una donna di nome Yelena, che gli rivela che la ragazza è in realtà sua sorella e che ha il potere della pirocinesi, e che lei è la loro madre.
Nel frattempo, alcuni Speciali sparsi in tutta Europa vengono rapiti.
Yelena spiega a Michele che ha bisogno di trasfusioni di sangue da lui e Natasha per potersi rinforzare dal momento che appartiene alla tipologia di Speciali di prima generazione.
Le trasfusioni sono eseguite dal Dottor K, un medico appartenente ai Normali che ha lavorato con Yelena per qualche tempo.
La donna dice a Michele che il loro padre è stato misteriosamente rapito ed è convinta che il rapitore sia il crudele Igor Zavarov, un oligarca russo noto come acerrimo nemico e sfruttatore degli Speciali.
Il piano di Yelena è di rapire Zavarov con l'aiuto di Michele e Natasha per fermare la sua campagna contro gli Speciali e nel mentre salvare Andreij.
Il rapimento deve essere effettuato mentre Zavarov sarà a Trieste per l'inaugurazione del suo nuovo gasdotto e Yelena affida a Michele il compito di entrare negli uffici della stazione di polizia e rubare i piani di sicurezza per il giorno dell'inaugurazione del gasdotto, scoprendo i movimenti esatti di Zavarov.
Attraverso la sua invisibilità, Michele riesce a rubare i piani di sicurezza con una chiave USB rendendo sua madre orgogliosa di lui.
La famiglia inizia a conoscersi e ad amarsi: i due fratelli si confidano alcuni dei loro episodi della loro vita vissuta in quegli anni.
Natasha racconta che venne portata in Marocco e affidata a una buona donna, poi morta.
Così lei finì per vivere con il fratello della donna, che cominciò a maltrattarla finché non provò ad approfittarsi di lei, questo finché la ragazza non scoprì il suo potere, poco prima di essere salvata dalla madre.
Una sera Natasha è intrigata da un talismano avvistato in una gioielleria, per cui Michele usa il suo potere per rubarlo per lei e, insieme, regalano il gioiello alla madre che, felice di riformare la sua famiglia, lo indossa, dicendo che non se lo sarebbe mai più tolto.
Quella notte Yelena ricorda gli eventi successivi alla fuga con Andreij e i bambini: mentre l'uomo era riuscito a salvarsi, Yelena era stata nuovamente catturata e rinchiusa in un istituto dove, con l'arrivo di Zavarov, gli esperimenti sugli Speciali per cercare di capire l'origine del loro potere divennero una vera tortura.
Solo il Dottor K mostrava pietà per loro, ma a Zavarov non importava delle loro vite e quando, durante un esperimento, Katia, la ragazza elastica, morì, Yelena decise di allearsi con Artiglio per scatenare una ribellione.
Gli Speciali presero il controllo della fortezza, ma non poterono fermare Zavarov, che si salvò con un elicottero.
Mentre la maggior parte degli Speciali decise di tornare a una vita normale nascondendo i propri poteri, Yelena volle ritrovare i suoi figli con l'aiuto di Artiglio e del Dottor K.
Il giorno dell'inaugurazione del gasdotto, Yelena e Natasha dicono a Michele di salutare per l'ultima volta chiunque appartenga alla sua vita passata, così Michele va nella palestra dove Stella e Candela, la figlia della sua domestica, stanno provando il loro numero di ginnastica ritmica, così da vedere per l'ultima volta la ragazza che amava.
Mentre sta per andarsene, il ragazzo nota un uomo e una donna che rubano un portafoglio attraverso i loro poteri: riconosciutoli come Speciali, li segue. I due entrano nella villa e scendono nel seminterrato, dove sta tenendosi una riunione in cui sono presenti anche Yelena, Natasha, il Dottor K e altri tre Speciali rapiti (Roccia, un uomo dotato di una forza sovraumana; Cinetica, una donna capace di levitare; e Morfeo, un uomo in grado di far addormentare le persone con lo sguardo). Il piano estremo esposto da Yelena mostra come le torture di Zavarov l'abbiano resa così crudele: all'inaugurazione del gasdotto, il gruppo andrà al magazzino dove si trova un generatore in cui verrà versata al suo interno una sostanza esplosiva che, guidata dall'intensità del fuoco di Natasha, provocherà una grande esplosione che sterminerà, oltre Zavarov, anche buona parte della popolazione Triestina.
Così fu Yelena a rapire gli Speciali in modo da usarli come alleati nell'impresa che servirà a dare il segno di supremazia degli Speciali sui Normali.
Michele, saputa la verità, vorrebbe chiamare la polizia, ma Natasha, come il padre, può sentire i pensieri di suo fratello e lo individua.
Michele viene rinchiuso nella cella del seminterrato e ricorda a sua madre che lei non è in grado di agire da sola, essendo troppo debole per farlo, ma Yelena gli dà un'amara notizia: il Dottor K è riuscito a combinare il DNA di Natasha e Michele in una macchina chiamata UTERO, grazie alla quale Yelena e tutti gli altri Speciali hanno riacquistato la loro forza completa.
Ecco perché lei aveva così tanto bisogno dei suoi figli.
Natasha, che non ha mai avuto una vita accettabile come quella di Michele, è decisa a seguire la madre fino in fondo.
Il ragazzo scopre che nella cella accanto alla sua è rinchiuso anche suo padre, rapito da Yelena e segregato lì per tutto quel tempo perché contrario all'estrema ribellione della moglie.
Andreij, attraverso la connessione mentale che ha con Michele, gli mostra la verità su quello che è successo a Giovanna: Yelena, dopo essersi intrufolata furtivamente nell'auto della donna gli rivelò chi era in realtà e seppur avesse riconosciuto che Giovanna avesse amato Michele e l'avesse trattato umanamente le aveva chiesto di farsi da parte nella vita di Michele in quanto la sua presenza fungeva da ostacolo per i suoi piani per il figlio di cui aveva bisogno per compiere la sua vendetta. Quando Giovanna rifiutò di uscire dalla vita del figlio adottivo la donna si infuriò e dopo averla anestetizzata, spinse la macchina e la poliziotta giù da una scogliera.
Michele, arrabbiato e frustrato, prende il controllo del suo potere mentale di manipolazione delle molecole e distrugge le pareti delle celle.
Michele e Andreij raggiungono il magazzino, dove Yelena e il gruppo stanno per eseguire il piano.
Natasha, sostenuta dalla madre, si prepara a colpire il generatore col fuoco, ma Michele comunica telepaticamente con lei e le mostra le immagini dell'omicidio di Giovanna in modo da renderla consapevole di ciò che ha fatto Yelena.
In lacrime, Natasha mostra il suo disaccordo su sua madre, delusa dalle sue costanti bugie in funzione dei suoi obiettivi.
Yelena, diventata invisibile, porta un raggio ardente al generatore; Andreij ascolta i pensieri della donna, la identifica e inizia a inseguirla.
Alla fine, i due finiscono abbracciati contro un ferro smussato che sporge dal pavimento, rimanendone trafitti.
Michele ha salvato i suoi amici e la città.
Gli altri Speciali fanno intendere al ragazzo che continueranno la caccia a Zavarov da soli.
Stella ha capito chi la salvò quella notte e Michele le chiede di mantenere il segreto.
Di fronte ai corpi dei loro genitori, i due fratelli si abbracciano, rendendosi conto di essere ufficialmente orfani.
Alla fine Michele e Natasha sono abbracciati negli ultimi posti di un autobus e Michele mostra a un bambino normale il suo potere, chiedendogli di non rivelarlo a nessuno.
Michele si rende conto, quindi, di un altro rapporto di fiducia tra Speciale e Normale che la madre non aveva creduto possibile.
Nella scena prima dei titoli di coda, Roccia, Cinetica e Morfeo iniziano la loro caccia a Zavarov.

## Produzione
Le riprese per il sequel sono iniziate ad agosto 2016 a Trieste e sono durate 12 settimane.
Il budget per la realizzazione della pellicola è stato stimato intorno ai 8.000.000 di euro. 

## Promozione
A luglio 2017 viene diffuso il primo teaser trailer, poi il 28 novembre 2017 esce il secondo trailer.

## Distribuzione
L'uscita nelle sale italiane, a cura di 01 Distribution, era prevista per il dicembre del 2017, ma in seguito è stata spostata al 4 gennaio 2018.

## Accoglienza

### Incassi
Nella prima settimana di programmazione il film ha incassato 915738 €. Il film ha incassato in totale 1.600.921 euro, un risultato decisamente peggiore rispetto ai risultati del film precedente.

## Riconoscimenti
- 2018 - Nastro d'argento
  - Nastro "ArgentoVivo" cinema&ragazzi a Gabriele Salvatores[7]
  - Candidatura per il miglior produttore a Indigo Film
  - Candidatura per la miglior scenografia a Rita Rabassini
- 2019 - David di Donatello
  - Migliori effetti speciali a Víctor Pérez

## Sequel
Prima dell'uscita del secondo film si stava pensando anche ad un terzo film sul ragazzo invisibile, il regista Gabriele Salvatores affermò però che solo se il secondo capitolo fosse andato bene allora si sarebbe prodotto anche il terzo.